# SLASH!!
「SLASH!!」（スラッシュ!!）は、太田美知彦の3枚目のシングル。

## 収録曲
1. SLASH!! (4:01) 歌:太田美知彦
作詞:山田ひろし、作曲:太田美知彦、編曲:太田美知彦
「デジモンテイマーズ」挿入歌(2 - 5・10 - 11・15・17・23・29・31・38 - 39・47 - 48・50話)。
2. 3 Primary Colors (4:44) 歌:テイマーズ
作詞:山田ひろし、作曲:太田美知彦、編曲:太田美知彦
「デジモンテイマーズ」挿入歌(9・51話)。
3. SLASH!!(Karaoke) (4:00)
4. 3 Primary Color(KARAOKE) (4:42)

## 収録アルバム
- デジモンテイマーズ シングルベストパレード (#1,2)
- デジモン挿入歌ワンダーベストエボリューション (#1)
- DIGIMON HISTORY 1999-2006 ALL THE BEST (#1)
- DIGIMON MOVIE SONG COLLECTION (#1)